# Mausoleo

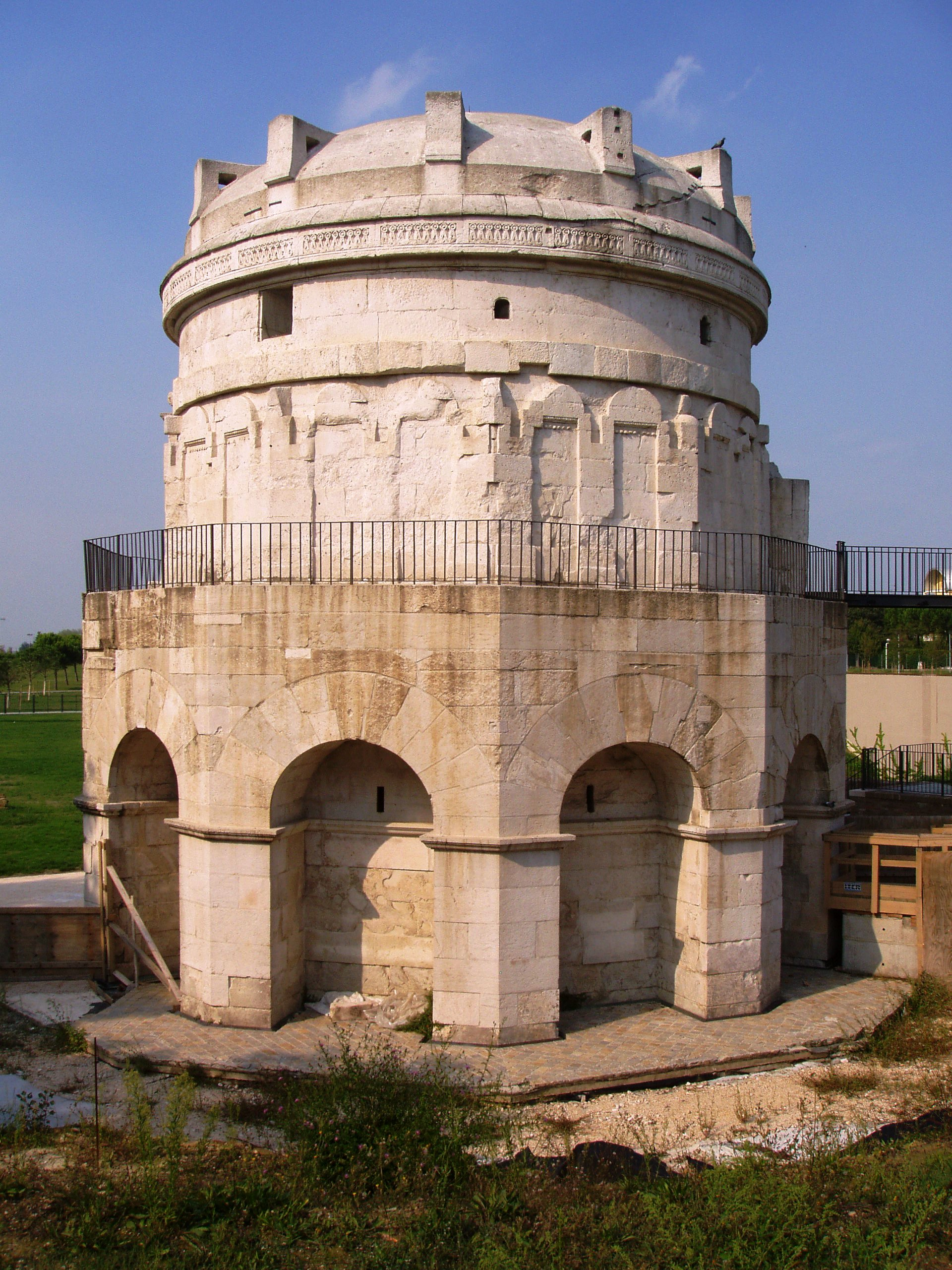
Il Mausoleo di Teodorico a Ravenna

Un mausoleo è una tomba di eccezionale pregio, robustezza e monumentalità, generalmente eretta per custodire nel tempo il corpo di una grande personalità o di un nucleo di persone con legami familiari o storici. 
Il mausoleo propriamente detto è un edificio sorto al solo scopo di ospitare in forma monumentale il corpo di un defunto o di un certo numero di defunti, costituendone la dimora eterna ultraterrena. 
Col termine estensivo di "mausoleo" si suole indicare anche la porzione dell'edificio sacro, di solito una cripta sotterranea, una cappella privata o una tomba a parete, posta all'interno di una navata di edificio sacro, riservata a defunti importanti.
Il mausoleo può essere sotterraneo, adiacente a un rilievo roccioso esistente, o elevarsi autonomo in altezza. L'edificio può sorgere in zone isolate, di proprietà privata o essere situato presso la via pubblica, secondo l'uso romano. In alcuni casi fa parte di un complesso di edifici e ambienti annessi, quali piazze, giardini o palazzi, ad uso pubblico. Costruire un complesso di giardini ed edifici pubblici intorno al mausoleo era un costume diffuso in alcuni paesi orientali, come l'India. 

## Etimologia
Il termine deriva dal re Mausolo di Caria, monarca asiatico, di cultura greca, che fu sepolto, con la sua famiglia in una tomba marmorea monumentale, completata da statue sulla sommità, commissionata dalla moglie Artemisia nel 353 a.C.: il mausoleo di Alicarnasso era una delle sette meraviglie del mondo antico.
Nel caso l'edificio non contenga le spoglie del defunto, ma sia eretto solo alla sua memoria,   prende il nome di cenotafio (dal greco: tomba vuota), come ad es. la Tomba di Giulio II costruita da Michelangelo Buonarroti. 
Nel caso contenga le spoglie di numerosi caduti, militari e/o civili prende anche il nome di sacrario o tempio-ossario, come ad es. il monumentale Mausoleo delle Fosse Ardeatine e il Sacrario militare di Redipuglia. In Europa vi sono numerosi sacrari eretti ai caduti dopo i principali eventi bellici.

## Evoluzione storica
Esempi di tombe monumentali sono diffusissimi in tutto il mondo, fin dall'epoca neolitica: venivano erette in connessione con il culto degli antenati, per ricordarli alla comunità e per poter godere ancora della loro protezione, grazie ai riti funebri. Funzione analoga al mausoleo avevano le statue stele, i dolmen, le statue segnacolo come il Guerriero di Capestrano e i cd. "Giganti" sardi, le Domus de janas,le aree funerarie sacre dell'isola di Pasqua (ahu) dove sorgevano i moai. I riti funebri ancestrali potevano comportare sacrifici umani o animali e ricchi corredi, che venivano seppelliti con il defunto.
In epoca greco-romana si credeva che il defunto, se non adeguatamente sepolto e ricordato con offerte, vagasse infelice, senza meta, sulla terra. Il defunto sepolto con i dovuti riti, invece era in pace e ben disposto verso i vivi, tanto che poteva essere evocato dall'Oltretomba per predire il futuro, come Ulisse nell'Odissea, che evoca lo spirito di Tiresia ed Enea che nell'Eneide si impegna a seppellire il pilota Palinuro e nell'Ade riceve solenni vaticini dal padre Anchise defunto. Resti di questa concezione restano nella cultura cristiana fino al Medioevo: Dante, nella Divina Commedia, descrive il dolore di re Manfredi per la mancata sepoltura e fa predire alle anime defunte alcuni aspetti della sua vita futura. 
Presso i romani il mausoleo ha spesso forma circolare, sull'esempio delle tombe etrusche; sono famosi il Mausoleo di Augusto e quello di Adriano, oggi divenuto il museo di Castel Sant'Angelo. Con l'affermarsi del cristianesimo,  il mausoleo come edificio a sé cadde in disuso, poiché le sepolture cristiane si effettuavano preferibilmente in terra consacrata, quindi nei pressi o all'interno di chiese, abbazie e monasteri.  A tal fine imperatori e nobili spesso patrocinavano l'erezione o il restauro di una chiesa, che poi fungesse da loro mausoleo, come avvenne a Costantinopoli per la Chiesa dei Santi Apostoli e a Firenze per le Cappelle medicee. 
La possibile distruzione o modifica dell'uso delle chiese, spinse molti aristocratici e borghesi facoltosi ad erigere delle cappelle private all'interno delle proprie residenze, per collocarvi il mausoleo familiare; ne sono esempi la Cappella Scrovegni a Padova e la cappella di San Giorgio presso il Castello di Windsor, che accoglie i membri della famiglia reale inglese.
Dopo l'epoca di Napoleone, che vietò per ragioni sanitarie le sepolture nelle chiese, i mausolei sorsero in terreni designati allo scopo; nei Comuni le sepolture di personaggi importanti vengono da allora raccolte nel famedio, il settore monumentale del cimitero cittadino. 
In epoca moderna il mausoleo viene eretto quasi esclusivamente per motivi laici, per disposizione del defunto o per decisione della comunità, come luogo per tramandare ai posteri la memoria di personaggi politici importanti o di soggetti molto rilevanti per la società.